# Вельшнойдорф
Вельшнойдорф (нем. Welschneudorf) — община в Германии, в земле Рейнланд-Пфальц. 
Входит в состав района Вестервальд. Подчиняется управлению Монтабаур.  Население составляет 964 человека (на 31 декабря 2010 года). Занимает площадь 7,77 км².